# Škabrnja
Škabrnja é um município (Općina) da Croácia localizado no condado de Zadar.